# D’Autray
D’Autray – regionalna gmina hrabstwa (MRC) w regionie administracyjnym Lanaudière prowincji Quebec, w Kanadzie. Stolicą jest miasto Berthierville. Składa się z 15 gmin: 3 miast, 5 gmin i 7 parafii.
D’Autray ma 41 650 mieszkańców. Język francuski jest językiem ojczystym dla 98,0%, angielski dla 1,0% mieszkańców (2011).